# 曹雪涛
曹雪涛（1964年7月19日—），山东济南人，中国工程院院士，法國國家醫學院院士，南开大学第十任校长，现任国家卫生健康委员会副主任、党组成员。

## 生平

### 教育经历
1986年于第二军医大学本科毕业，硕士时以总分第一的成绩考入叶天星门下。其硕士论文得到好评，于是补做半年学习和半年科研后直接获得博士学位。

### 工作经历
1992年，他直接被提升为教授。1996年他帮助第二军大建成博士点，第二年又建成全军重点实验室。2000年11月当选第11届中国十大杰出青年。2004年5月，任第二军医大学副校长。2005年当选为中国工程院医药卫生部院士。2010年8月，任中国医学科学院副院长、北京协和医学院副院校长。2011年8月，改任中国医学科学院院长、北京协和医学院副校长。2015年11月，任中国医学科学院院长、北京协和医学院校长 。
2018年1月，当选第十三届全国政协委员。

### 南开大学
2018年1月接替龚克担任南开大学校长。接任南开大学校长一职后，曹雪涛提出了“4211卓越南开行动计划”，先后成立了南开大学细胞应答交叉科学中心等一批交叉科学中心和南开大学-牛津大学联合研究院等一批国际联合研究中心。
2018年4月18日入选美国文理科学院院士名单。

### 国家卫健委
2022年9月，调任国家卫生健康委员会副主任、党组成员。

## 研究
曹雪涛的研究聚焦于树突状细胞的和肿瘤的免疫学。他发现了一种新树突状细胞亚群，并发现它成熟在基质作用下能进一步增殖和分化，有重要的免疫调节功能。他阐释了这种细胞的免疫调控机制及功能。他还从人类树突状细胞cDNA文库中鉴定了多种多条全长新基因，并发现了一些新的生物分子。这些都为新的肿瘤治疗、免疫学基因疗法开辟了道路。

## 争议

### 气功抗肿瘤
1989年，曹雪涛与叶天星等人曾合著论文《气功外气的抗肿瘤作用及增强免疫功能机理的实验研究》，发表于《自然杂志》。文章声称气功外气能够阻止肿瘤生长、延长荷瘤宿主存活期、提高机体免疫功能。

### 涉嫌学术不端
2019年11月14日，斯坦福大学博士伊丽莎白·比克在PubPeer指出曹雪涛存在学术不端。有多达40篇署名曹雪涛的论文被质疑实验图像造假。11月18日，中国工程院表示对此问题展开调查，当日曹雪涛本人也在PubPeer上回复部分质疑，并表示“这件事列为最高优先级，仔细检查我们的原始数据和实验记录。如果调查发现有任何问题，我们会和期刊合作处理。”
在2019年11月22日举行的教育部新闻通气会上，教育部新闻发言人续梅对南开大学校长曹雪涛涉嫌论文造假一事进行回应。他表示，教育部相关司局负责同志已第一时间了解相关情况，并要求涉事论文有关部属高校按照教育部相关规定开展学术调查，同时组织专家对涉事论文和各方观点进行研判。续梅强调，教育部对学术不端行为的态度一直非常鲜明，就是零容忍。但在相关学术调查还没有结论之前，教育部不下任何结论。下一步，教育部将密切关注此事，并会同其他涉事单位主管部门认真严肃做好后续工作。
2020年6月26日，《生物化学杂志》（Journal of biological chemistry，JBC）编辑部在最新一期的杂志中对曹雪涛团队自2003年至2014年期间发表于该刊的12篇论文分别发布了关注声明，对这些论文中的某些数据和结论的可信性表示关注。
2021年1月21日，科技部发布调查结论，指曹雪涛的63篇论文未发现有造假、剽窃和抄袭，但发现较多论文存在图片误用。

## 以曹雪涛的名字命名的细菌
- 曹雪涛节杆菌 Arthrobacter caoxuetaonis Liu et al. 2023[21]